# Йошан
44°34′ пн. ш. 15°44′ сх. д. / 44.57° пн. ш. 15.74° сх. д.
Йошан (хорв. Jošan) — населений пункт у Хорватії, у Лицько-Сенській жупанії у складі громади Удбина.

## Населення
Населення за даними перепису 2011 року становило 66 осіб.
Динаміка чисельності населення поселення:

## Клімат
Середня річна температура становить 8,68 °C, середня максимальна – 23,57 °C, а середня мінімальна – -7,87 °C. Середня річна кількість опадів – 1246 мм.
| Клімат поселення                              | Клімат поселення | Клімат поселення | Клімат поселення | Клімат поселення | Клімат поселення | Клімат поселення | Клімат поселення | Клімат поселення | Клімат поселення | Клімат поселення | Клімат поселення | Клімат поселення | Клімат поселення |
| Показник                                      | Січ.             | Лют.             | Бер.             | Квіт.            | Трав.            | Черв.            | Лип.             | Серп.            | Вер.             | Жовт.            | Лист.            | Груд.            |                  |
| Середній максимум, °C                         | 5,73             | 7,09             | 10,56            | 14,81            | 19,48            | 23,08            | 23,57            | 23,34            | 19,00            | 14,12            | 8,74             | 4,54             |                  |
| Середня температура, °C                       | −1,09            | 0,30             | 3,78             | 8,00             | 12,70            | 16,29            | 18,73            | 18,49            | 14,13            | 9,27             | 3,90             | −0,31            |                  |
| Середній мінімум, °C                          | −7,87            | −6,51            | −3,01            | 1,20             | 5,90             | 9,49             | 13,89            | 13,65            | 9,30             | 4,42             | −0,96            | −5,16            |                  |
| Норма опадів, мм                              | 90               | 91               | 93               | 104              | 94               | 92               | 69               | 82               | 121              | 133              | 154              | 123              |                  |
| Середньомісячна швидкість вітру, м/с          | 2.02             | 2.14             | 2.36             | 2.32             | 2.13             | 1.91             | 1.90             | 1.78             | 1.86             | 1.98             | 2.19             | 2.24             |                  |
| Середньомісячна сонячна радіація, кДж/м²·день | 4664             | 7376             | 10907            | 15339            | 19381            | 21509            | 23076            | 19994            | 14739            | 9523             | 5075             | 3851             |                  |
| --------------------------------------------- | ---------------- | ---------------- | ---------------- | ---------------- | ---------------- | ---------------- | ---------------- | ---------------- | ---------------- | ---------------- | ---------------- | ---------------- | ---------------- |
| Джерело:                                      |                  |                  |                  |                  |                  |                  |                  |                  |                  |                  |                  |                  |                  |